# Gerson Mayén
Gerson Mayén (Los Ángeles, California, Estados Unidos, 9 de febrero de 1989) es un futbolista salvadoreño. Juega de mediocampista y su equipo actual es el Municipal Limeño de la Liga Pepsi.

## Trayectoria
Inició su carrera futbolística desde muy joven en un club colegial llamado Gilberto Linsay Youth Soccer Club, luego se fue al Club Alta Loma Arsenal donde ganó cuatro Cal State Cups, cuatro campeonatos regionales y tres campeonatos nacionales. Además ganó dos premios Golden Boot Awards. Mayen dejó el fútbol colegial y se unió al equipo californiano Chivas USA U-18.
El 27 de marzo de 2008 firmó un contrato profesional con el Chivas USA después de entrenar con el club durante la pretemporada, pero en la temporada 2008 de la MLS no hizo su debut con el equipo mayor, solo hizo 12 apariciones en la reserva del equipo californiano. Su debut oficial fue en mayo de 2009 en el partido Chivas USA-FC Dallas.
En agosto de 2010 Chivas USA envía a Mayén al Miami FC de la Pro League, luego en el 2011 regresa al Chivas USA y ese mismo año regresó a Florida para formar parte del Fort Lauderdale Strikers de la North American Soccer League (NASL). En el 2012 fue fichado por CD FAS de la Primera División de El Salvador, y con el Santa Tecla FC ganó cuatro títulos.

## Selección nacional
En julio de 2011, Mayén tuvo el permiso por parte de la FIFA para formar parte de la selección de fútbol de El Salvador. Mayén hizo su debut Internacional en la Copa Centroamericana de 2013 disputado en Costa Rica, entrando de sustitución en el juego de El Salvador-Honduras que terminó en un empate de 1-1.

## Clubes
Actualizado al último partido jugado el 25 de mayo de 2025.
| Club Deportivo Chivas USA Estados Unidos      | 1.ª                 | 2008                |     |    |   |   |    |   |     |    |
| Club Deportivo Chivas USA Estados Unidos      | 1.ª                 | 2009                | 12  | 0  | - | - | -  | - | 12  | 0  |
| Club Deportivo Chivas USA Estados Unidos      | 1.ª                 | 2010                | 4   | 0  | - | - | -  | - | 4   | 0  |
| Club Deportivo Chivas USA Estados Unidos      | Total               | Total               | 16  | 0  | 0 | 0 | 0  | 0 | 16  | 0  |
| Miami F.C. Estados Unidos                     | 2.ª                 | 2010                | 8   | 0  | - | - | -  | - | 8   | 0  |
| Miami F.C. Estados Unidos                     | Total               | Total               | 8   | 0  | 0 | 0 | 0  | 0 | 8   | 0  |
| Club Deportivo Chivas USA Estados Unidos      | 1.ª                 | 2011                | 4   | 0  | - | - | -  | - | 4   | 0  |
| Club Deportivo Chivas USA Estados Unidos      | Total               | Total               | 4   | 0  | 0 | 0 | 0  | 0 | 4   | 0  |
| Fort Lauderdale Strikers Estados Unidos       | 2.ª                 | 2011                | 11  | 1  | - | - | -  | - | 11  | 1  |
| Fort Lauderdale Strikers Estados Unidos       | Total               | Total               | 11  | 1  | 0 | 0 | 0  | 0 | 11  | 1  |
| Los Angeles Misioneros Estados Unidos         | 4.ª                 | 2012                | 6   | 0  | - | - | -  | - | 6   | 0  |
| Los Angeles Misioneros Estados Unidos         | Total               | Total               | 6   | 0  | 0 | 0 | 0  | 0 | 6   | 0  |
| Club Deportivo FAS · El Salvador              | 1.ª                 | 2012-13             | 31  | 2  | - | - | 1  | 0 | 32  | 2  |
| Club Deportivo FAS · El Salvador              | 1.ª                 | 2013-14             | 25  | 3  | - | - | -  | - | 25  | 3  |
| Club Deportivo FAS · El Salvador              | 1.ª                 | 2014                | 1   | 0  | - | - | -  | - | 1   | 0  |
| Club Deportivo FAS · El Salvador              | Total               | Total               | 57  | 5  | 0 | 0 | 1  | 0 | 58  | 5  |
| Santa Tecla Fútbol Club · El Salvador         | 1.ª                 | 2015                | 38  | 2  | - | - | -  | - | 38  | 2  |
| Santa Tecla Fútbol Club · El Salvador         | 1.ª                 | 2015-16             | 45  | 10 | - | - | 4  | 0 | 49  | 10 |
| Santa Tecla Fútbol Club · El Salvador         | 1.ª                 | 2016-17             | 46  | 18 | - | - | -  | - | 46  | 18 |
| Santa Tecla Fútbol Club · El Salvador         | 1.ª                 | 2017                | 1   | 0  | - | - | -  | - | 1   | 0  |
| Santa Tecla Fútbol Club · El Salvador         | Total               | Total               | 130 | 30 | 0 | 0 | 4  | 0 | 134 | 30 |
| Cafetaleros de Tapachula · México             | 2.ª                 | 2017                | 9   | 1  | - | - | -  | - | 9   | 1  |
| Cafetaleros de Tapachula · México             | Total               | Total               | 9   | 1  | 0 | 0 | 0  | 0 | 9   | 1  |
| Santa Tecla Fútbol Club · El Salvador         | 1.ª                 | 2018                | 19  | 1  | - | - | 2  | 2 | 21  | 3  |
| Santa Tecla Fútbol Club · El Salvador         | 1.ª                 | 2018-19             | 43  | 6  | - | - | 2  | 0 | 45  | 6  |
| Santa Tecla Fútbol Club · El Salvador         | 1.ª                 | 2019                | 20  | 2  | - | - | 4  | 0 | 24  | 2  |
| Santa Tecla Fútbol Club · El Salvador         | Total               | Total               | 82  | 9  | 0 | 0 | 8  | 2 | 90  | 11 |
| Club Deportivo Cobán Imperial · Guatemala     | 1.ª                 | 2020                | 12  | 2  | - | - | -  | - | 12  | 2  |
| Club Deportivo Cobán Imperial · Guatemala     | Total               | Total               | 12  | 2  | 0 | 0 | 0  | 0 | 12  | 2  |
| Club Deportivo Águila · El Salvador           | 1.ª                 | 2020-21             | 35  | 3  | - | - | -  | - | 35  | 3  |
| Club Deportivo Águila · El Salvador           | 1.ª                 | 2021-22             | 46  | 6  | - | - | -  | - | 46  | 6  |
| Club Deportivo Águila · El Salvador           | 1.ª                 | 2022-23             | 37  | 8  | - | - | 2  | 0 | 39  | 8  |
| Club Deportivo Águila · El Salvador           | 1.ª                 | 2023-24             | 43  | 4  | - | - | 4  | 0 | 47  | 4  |
| Club Deportivo Águila · El Salvador           | Total               | Total               | 161 | 21 | 0 | 0 | 6  | 0 | 167 | 21 |
| Club Deportivo Municipal Limeño · El Salvador | 1.ª                 | 2024-25             | 38  | 3  | - | - | -  | - | 38  | 3  |
| Club Deportivo Municipal Limeño · El Salvador | Total               | Total               | 38  | 3  | 0 | 0 | 0  | 0 | 38  | 3  |
| Zacatecoluca FC · El Salvador                 | 1.ª                 | 2025-26             |     |    |   |   |    |   |     |    |
| Zacatecoluca FC · El Salvador                 | Total               | Total               | 0   | 0  | 0 | 0 | 0  | 0 | 0   | 0  |
| Total en su carrera                           | Total en su carrera | Total en su carrera | 534 | 72 | 0 | 0 | 19 | 2 | 553 | 74 |
| (2) No incluye goles en partidos amistosos.   |                     |                     |     |    |   |   |    |   |     |    |

Reservas
| Club                             | País           | Año  |
| -------------------------------- | -------------- | ---- |
| Club Deportivo Chivas USA Sub-18 | Estados Unidos | 2008 |

### Selección nacional
| Selección                                  | Año                 | Partidos | Goles |
| ------------------------------------------ | ------------------- | -------- | ----- |
| Estados Unidos Sub-20                      |                     |          |       |
| 2009                                       | 1                   | 0        |       |
| Total en su carrera                        | Total en su carrera | 1        | 0     |
| El Salvador                                |                     |          |       |
| 2013                                       | 5                   | 0        |       |
| 2014                                       | 2                   | 0        |       |
| 2015                                       | 2                   | 0        |       |
| 2016                                       | 8                   | 0        |       |
| 2017                                       | 12                  | 2        |       |
| 2018                                       | 4                   | 1        |       |
| 2019                                       | 8                   | 0        |       |
| 2020                                       | 0                   | 0        |       |
| 2021                                       | 7                   | 2        |       |
| 2022                                       | 0                   | 0        |       |
| 2023                                       | 0                   | 0        |       |
| 2024                                       | 0                   | 0        |       |
| Total en su carrera                        | Total en su carrera | 48       | 5     |
| Estadísticas hasta el 16 de junio de 2021. |                     |          |       |

### Participaciones en Copas del Mundo
| Mundial                               | Sede   | Resultado    |
| ------------------------------------- | ------ | ------------ |
| Copa Mundial de Fútbol Sub-20 de 2009 | Egipto | Primera fase |

### Palmarés
| Club                    | País        | Año                  |
| ----------------------- | ----------- | -------------------- |
| Santa Tecla FC          | El Salvador | Clausura 2015        |
| Santa Tecla FC          | El Salvador | Apertura 2016        |
| Santa Tecla FC          | El Salvador | Clausura 2017        |
| Santa Tecla Fútbol Club | El Salvador | Torneo Apertura 2018 |